# Ајова (Луизијана)
Ајова (енгл. Iowa) град је у америчкој савезној држави Луизијана.

## Демографија
По попису из 2010. године број становника је 2.996, што је 333 (12,5%) становника више него 2000. године.
| Група             | 2000.         | 2010.         |
| Белци             | 2.093 (78,6%) | 2.028 (67,7%) |
| Афроамериканци    | 495 (18,6%)   | 776 (25,9%)   |
| Азијати           | 2 (0,1%)      | 11 (0,4%)     |
| Хиспаноамериканци | 39 (1,5%)     | 88 (2,9%)     |
| Укупно            | 2.663         | 2.996         |